# Radek Szagański
Radosław „Radek“ Szagański (* 17. Oktober 1979 in Posen) ist ein polnischer Dartspieler.

## Karriere
Radek Szagański, der in Irland lebt, begann 2008 verbandsunabhängig mit dem Dartsport. Er erreichte das Halbfinale des Limerick Classic und versuchte erfolglos sich für die BDO World Darts Championship 2009 zu qualifizieren. 2011 konnte er bei den Poznan Open seinen ersten Titel gewinnen. Zudem erreichte er beim World Masters die Runde der Letzten 24. 2013 wurde er polnischer Meister. Im Folgejahr konnte Szagański beim Police Masters das Viertelfinale sowie bei der Tom Kirby Memorial Trophy das Finale erreichen. Dort verlor er gegen 2:6 gegen Daryl Gurney und scheiterte nur knapp an einer Qualifikation für die PDC World Darts Championship 2015. 2016 schaffte er es erneut ins Finale der Tom Kirby Memorial Trophy, jedoch scheiterte er erneut an einer WM-Teilnahme, da sich Mick McGowan gegen ihn mit 6:5 durchsetzen konnte.
2017 spielte Szagański erstmals die PDC Qualifying School, konnte jedoch keine Tourkarte erspielen. Aufgrund dessen nahm er fortan an Turnieren der PDC Challenge Tour teil. Dort konnte er neben einem Halbfinale auch ein Finale erreichen, welches er gegen Nathan Aspinall mit 2:6 verlor. Es folgten in den nächsten drei Jahren weitere erfolglose Teilnahmen an der PDC Qualifying School und wenige Resultate auf der Challenge Tour.
Im Januar 2022 sicherte er sich dann bei seiner fünften Teilnahme an der Qualifying School eine Tourkarte für die PDC Pro Tour. Er war folglich auch für die UK Open 2022 erstmals qualifiziert. Er setzte sich in Runde eins knapp gegen Wesley Plaisier mit 6:5 durch, unterlag dann aber Scott Waites mit 4:6. Sein Debüt auf der European Darts Tour gab Szagański bei den Austrian Darts Open 2022, dass aber gegen Danny Jansen verloren ging. Ansonsten war sein erstes Pro Tour-Jahr mit drei Drittrundenteilnahmen bei den Players Championships weniger erfolgreich, sodass er sich auch für kein weiteres Major qualifizierte.
Bei den UK Open 2023 gewann Szagański seinen Auftakt gegen Landsmann Krzysztof Kciuk mit 6:3, unterlag dann aber Kevin Doets mit demselben Ergebnis. Außerdem gab er sein Debüt auf der World Series of Darts beim Poland Darts Masters, wo er mit 2:6 gegen Danny Noppert verlor.
Bei den Players Championships 2023 gelangen dann vereinzelt sehr gute Ergebnisse. Ein Achtelfinale beim Players Championship Nummer 5, ein Halbfinale beim Players Championship 11, in dem er erst von Rob Cross gestoppt wurde und zwei Viertelfinale beim Players Championship Nummer 15 (Niederlage gegen Brendan Dolan) und Players Championship 29 (Niederlage gegen Damon Heta). Sein bestes Ergebnis gelang ihm aber beim Players Championship Nummer 27, welches er nach Siegen über Jacques Labre, Dimitri Van den Bergh, Jonny Clayton, Ryan Joyce, Maik Kuivenhoven, Ricardo Pietreczko und im Finale Connor Scutt für sich entscheiden konnte.
Diese Leistungen sorgten schließlich für eine Qualifikation für die Players Championship Finals 2023, wo er zunächst Ian White besiegte, bevor er dem späteren Sieger Luke Humphries mit 0:6 unterlag. Zur PDC World Darts Championship 2024 kam Szagański über die PDC Pro Tour Order of Merit, bei dem er den Auftakt gegen den Finnen Marko Kantele mit 3:2 gewann. In der zweiten Runde hatte er aber gegen Raymond van Barneveld mit 1:3 das Nachsehen. Die PDC Order of Merit schloss Szagański nach seinen zwei Jahren Tour Card auf Rang 68 ab, was nicht ausreicht, um diese zu halten.
Daraufhin ging Szagański wieder bei der Q-School an den Start und startete dabei in der Final Stage. In dieser erspielte er insgesamt sieben Punkte für die Rangliste und errang damit seine Tour Card zurück.

## Titel

### PDC
- Pro Tour
  - Players Championships
    - Players Championships 2023: 27

## Weltmeisterschaftsresultate

### PDC
- 2024: 2. Runde (1:3-Niederlage gegen  Raymond van Barneveld)

## Turnierergebnisse
| Turnier                                    | 2010                       | 2011                       | 2012                       | 2013                       | ......                         | 2022                           | 2023                           | 2024                           | 2025                           |
| ------------------------------------------ | -------------------------- | -------------------------- | -------------------------- | -------------------------- | ------------------------------ | ------------------------------ | ------------------------------ | ------------------------------ | ------------------------------ |
| BDO/WDF-Major-Turniere                     |                            |                            |                            |                            |                                |                                |                                |                                |                                |
| World Masters                              | 2R                         | 5R                         | 1R                         | 1R                         | n/t                            | Verband insolvent              | Verband insolvent              | Verband insolvent              | Verband insolvent              |
| PDC-Ranking-Turniere                       |                            |                            |                            |                            |                                |                                |                                |                                |                                |
| Weltmeisterschaft                          | nicht teilgenommen         | nicht teilgenommen         | nicht teilgenommen         | nicht teilgenommen         | nicht qualifiziert             | nicht qualifiziert             | nicht qualifiziert             | 2R                             | n/q                            |
| World Masters                              | nicht ausgetragen          | nicht ausgetragen          | nicht ausgetragen          | nicht ausgetragen          | nicht ausgetragen              | nicht ausgetragen              | nicht ausgetragen              | nicht ausgetragen              | VR                             |
| UK Open                                    | nicht teilgenommen         | nicht teilgenommen         | nicht teilgenommen         | nicht teilgenommen         | n/q                            | 2R                             | 3R                             | 1R                             | 4R                             |
| Players Championship Finals                | nicht teilgenommen         | nicht teilgenommen         | nicht teilgenommen         | nicht teilgenommen         | n/q                            | n/q                            | 2R                             | n/q                            |                                |
| PDC-Turniere ohne Einfluss auf das Ranking |                            |                            |                            |                            |                                |                                |                                |                                |                                |
| World Cup of Darts                         | n/t                        | n/a                        | nicht teilgenommen         | nicht teilgenommen         | nicht teilgenommen             | nicht teilgenommen             | nicht teilgenommen             | AF                             | GP                             |
| Karrierestatistiken                        |                            |                            |                            |                            |                                |                                |                                |                                |                                |
| Jahresendplatzierung                       | unbekannt                  | unbekannt                  | unbekannt                  | unbekannt                  | –                              | 108                            | 69                             | 97                             |                                |
| Verband                                    | British Darts Organisation | British Darts Organisation | British Darts Organisation | British Darts Organisation | Professional Darts Corporation | Professional Darts Corporation | Professional Darts Corporation | Professional Darts Corporation | Professional Darts Corporation |

| Legende zu den Turnierergebnissen | Legende zu den Turnierergebnissen | Legende zu den Turnierergebnissen | Legende zu den Turnierergebnissen | Legende zu den Turnierergebnissen | Legende zu den Turnierergebnissen | Legende zu den Turnierergebnissen | Legende zu den Turnierergebnissen | Legende zu den Turnierergebnissen | Legende zu den Turnierergebnissen |
| --------------------------------- | --------------------------------- | --------------------------------- | --------------------------------- | --------------------------------- | --------------------------------- | --------------------------------- | --------------------------------- | --------------------------------- | --------------------------------- |
| n/t                               | nicht teilgenommen                | n/q                               | nicht qualifiziert                | n/a                               | nicht ausgetragen                 | #R                                | Aus in jeweiliger Runde           | GP                                | Aus in der Gruppenphase           |
| AF                                | Achtelfinalist                    | VF                                | Viertelfinalist                   | HF                                | Halbfinalist                      | F                                 | Turnierfinalist                   | S                                 | Turniersieger                     |